# Hilda Jerea
Hilda Jerea (n. 17 martie 1916, Iași – d. 14 mai 1980, București) a fost o pianistă și compozitoare română.

## Biografie
Născută la Iași, și-a început studiile la Conservatorul de Muzică din Iași, studiind cu profesoara Sofia Teodoreanu - teorie-solfegii și a terminat în București, unde a studiat compoziția cu  Mihail Jora - armonie, contrapunct, compoziție și pianul cu Florica Musicescu și Dimitrie Cuclin  - estetică muzicală, forme muzicale, compoziție. După absolvire a urmat  în 1939 a urmat cursul de compoziție la Paris  cu Noël Gallon⁠(d) , iar în 1947, cursul de compoziție cu Pál Kadosa⁠(d) și pe cel de muzică de cameră cu Leó Weiner⁠(d) în Budapesta.
A fost pianistă concertistă și de muzică de cameră din 1936, profesoară de pian la Școala de artă din București între 1948-1949, secretară a Uniunii compozitorilor între 1949-1952.
A susținut recitaluri și concerte în țară și în străinătate: Polonia (1967), Iugoslavia și Austria (1968), Republica Federală a Germaniei (1968, 1969).
A fondat și a condus orchestra de cameră „Musica Nova” din București. Cea mai cunoscută compoziție a sa este oratoriul Sub soarele deșteptării din 1951.
A fost fondatoare și conducătoare a formației camerale Musica Nova.
Este membră din 1963  a American Musicological Society din Philadelphia.
A publicat articole în: Muzica, Veac nou, Contemporanul, Femeia, Scînteia, Informația Bucureștiului, Scînteia pionierului, Neuer Wag (București).
A murit la București.

## Distincții[4]
Mențiunea II (1934) și Premiul II (1946) de compoziție George Enescu
Premiul Robert Cremer (1942)
Ordinul Muncii cl. III (1949)
Premiul de Stat cl. I (1952)
Ordinul „23 August” clasa a V-a (12 august 1959) „pentru activitate rodnică în dezvoltarea științei și culturii din Republica Populară Romînă”
Ordinul Meritul Cultural cl. IV (1969)

## Compoziții[4]
Muzică de teatru:
Haiducii, balet în 3 acte (1956)
Casa Bernardei Alba (1966)
Muzică vocal-simfonică
Sub soarele păcii, oratoriu pentru soliști, cor mixt și orchestră, versuri de Dan Deșliu (1951)
Muzică simfonică
Patru recitări cu orchestră (1944)
Suită pentru orchestră de coarde (1945)
Concert pentru pian și orchestră (1946)
Muzică de cameră
Sonată pentru pian (1934)
Suită în stil românesc pentru pian (1939)
Patru imagini vesele (1946)
Dansuri românești pentru vioară și pian (1948)
Tabăra de munte, suită pentru pian (1960)
Mici piese pentru pian la 4 mâini (1963)
Muzică corală
Cântec de întrecere (1946)
Pui de fag și de stejar (1955)
Țara holdelor bogate (1957)
Coruri (1958)
Legământ de pace (1959)
Cântec vesel de brigadier (1959)
Veniți cu noi (1959)
Sus la Murfatlar în vie (1961)
Ramuri înflorite (1962)
Măi cioban de la mioare (1962)
Băiatul cu poveștile (1963)
Muzică vocală (voce și pian)
Trei cântece pe versuri de George Bacovia (1942)
Cântece pe versuri populare (1955)
Lieduri pe versuri de Magda Isanos (1963)
Dansul spicelor (1963)
Lieduri (1967)

## Legături externe
- Hilda Jerea la discogs.com